# Griffenhagen
Griffenhagen ist ein Gemeindeteil der Stadt Meyenburg im Landkreis Prignitz in Brandenburg.

## Geografie
Der Ort liegt drei Kilometer östlich von Meyenburg. Die Nachbarorte sind Tönchow und Marienhof im Nordosten, Buddenhagen im Osten, Freyenstein im Südosten, Schmolde im Süden, Schabernack im Südwesten, Meyenburg im Westen sowie Wendisch Priborn im Nordwesten.